# Stephen Li Side
Stephen Li Side (chiń. 李思德; ur. 3 października 1926 w Zunhua, zm. 8 czerwca 2019 w Liang Zhuang Zi) – chiński duchowny rzymskokatolicki, biskup tienciński, ofiara prześladowań komunistycznych.

## Biografia

### Młodość i prezbiteriat
Urodził się w rodzinie, która już od wielu pokoleń była katolicka. W 1940 wstąpił do niższego seminarium duchownego w pobliżu miejsca pochodzenia. W 1945 przeniósł się do Niższego Seminarium Duchownego w Tiencinie. W 1949 wstąpił do Wyższego Seminarium Duchownego w Pekinie, po którego ukończeniu 10 lub 17 lipca 1955, z rąk biskupa Xianxian Francisa Xaviera Zhao Zhenshenga, przyjął święcenia prezbiteriatu i został kapłanem diecezji tiencińskiej.
W 1958 został aresztowany za odmowę wstąpienia do Patriotycznego Stowarzyszenia Katolików Chińskich. Po zwolnieniu z więzienia 16 lutego 1962, pracował duszpastersko przy katedrze św. Józefa w Tiencinie. Ponownie aresztowany w 1963, do 1980 był więźniem obozu pracy. Po zwolnieniu powrócił do służby przy katedrze.

### Episkopat
15 czerwca 1982 w Tiencinie, w jedności z papieżem Janem Pawłem II, potajemnie przyjął sakrę biskupią z rąk biskupa pomocniczego prefektury apostolskiej Yixian Paula Liu Shuhe i został biskupem tiencińskim. Jego sakra nigdy nie została uznana przez rząd w Pekinie.
W kolejnych latach pracował duszpastersko przy katedrze, potajemnie będąc biskupem podziemnym (jednocześnie w Tiencinie urzędował oficjalny biskup PSKCh Paul Li Depei) do 1989, gdy po raz trzeci został aresztowany za udział w zgromadzeniu nielegalnej Konferencji Episkopatu Chin. Zwolniony w 1991, wrócił do służby przy katedrze. W 1992 władze komunistyczne umieściły go w areszcie domowym we wsi Liang Zhuang Zi, w górach ok. 100 km od Tiencinu, w powiecie Jì Xiàn, nie pozwalając mu wykonywać obowiązków biskupich. Mógł jednak pełnić posługę duszpasterską w miejscowej parafii. Od 2005, gdy w Tiencinie nie było biskupa PSKCh, większość księży Kościoła oficjalnego zadeklarowała posłuszeństwo bp Li. Władze komunistyczne zaproponowały mu wówczas uznanie pod warunkiem m.in. uznania niezależności chińskiego Kościoła od papieża, bp Li jednak odmówił. W areszcie przebywał do maja 2019, gdy trafił do szpitala z powodu zakrzepicy zatok żylnych mózgu, gdzie zmarł 8 czerwca 2019.

### Pogrzeb
Na uroczystości pogrzebowe władze zmobilizowały dużą liczbę funkcjonariuszy służb bezpieczeństwa w celu ograniczenia ilości uczestników wśród wiernych i księży Kościoła podziemnego, tak podczas wystawienia ciała jak i w czasie pogrzebu. Pożegnanie biskupa odbyło się w świeckim domu pogrzebowym, gdzie po północy zezwolono na odprawienie mszy żałobnej kapłanom podziemnym, a nad ranem mszy pogrzebowej z niewielką ilością żałobników, wybranych przez PSKCh. Ograniczenia wprowadzono w celu podkreślania, że bo Li nie był uznawany przez rząd. PSKCh odprawił także mszę żałobną w katedrze w Tiencinie. Podczas niej przed katedrą wierni odmawiali różaniec.